# Ankensen
Ankensen ist ein Ortsteil der Gemeinde Edemissen im Landkreis Peine in Niedersachsen.

## Geographie
Der Ort Ankensen liegt nördlich der Kreisstadt Peine zwischen den beiden Oberzentren Hannover und Braunschweig – abseits der Hauptdurchgangsstraßen am Rande der Südheide.

## Geschichte
Im 10. Jahrhundert als Lehn des Damenstifts in Gandersheim wurde der Ort Ankensen erstmals urkundlich erwähnt. Von 1532 bis 1885 gehörte der Ort zur Gografschaft Edemissen im Amt Meinersen. Danach kam er bis heute zum Landkreis Peine. Seit 1928 gehört der Gutsbezirk Ankensen zu Edemissen.
Der Besitzer des Rittergutes Abbensen – Heino von Heimburg – veräußert im Jahre 1887 das Patronatsrecht der Kirche zu Edemissen, an den preußischen Generalleutnant Adolf von Flöckher für 6000 Mark. Nach den bisherigen Patronatsverträgen hatten die Patrone ein Anrecht auf einen Begräbnisplatz innerhalb der Kirche. Dieses Anrecht war, wie aus einem Briefwechsel von 1898 hervorgeht – erloschen. Auf Grund seiner erworbenen Privilegien war es „von Flöckher“ und seinen Angehörigen und Nachkommen möglich – nicht mehr in Edemissen, sondern in Ankensen in einem Erbbegräbnis beigesetzt zu werden. Es wurden zehn Familienangehörige der Familie „von Flöckher“ beigesetzt. Das Erbbegräbnis – bzw. die Reste finden sich noch heute im dreieckigen Waldstück direkt westlich gegenüber dem Gut.
1965 erfolgte der Zusammenschluss der selbständigen Gemeinden Edemissen, Alvesse, Blumenhagen, Mödesse, Voigtholz-Ahlemissen und seit 1971 auch Oedesse zur Samtgemeinde Edemissen. Im Zuge der Gebietsreform in Niedersachsen kam es 1974 zur Bildung der Einheitsgemeinde Edemissen aus den Ortschaften der Samtgemeinde Edemissen und weiteren acht selbständigen Gemeinden.

## Religion
Die protestantische Glaubensrichtung festigte sich schon im frühen 16. Jahrhundert. Die Ortschaft Ankensen gehört zum Kirchspiel der Martin-Luther-Kirchengemeinde Edemissen. Die Besitzer von Ankensen hatte lange Zeit bis in die 1970er Jahre das Patronat für die Kirchengemeinde.

## Kultur und Sehenswürdigkeiten
- Herrenhaus von 1871
- Backhaus von 1886 – heute auch Außenstelle des Standesamtes Edemissen
- Gutspark

### Veranstaltungen
Das Gut ist heute ein Ort vielfältiger, kultureller Veranstaltungen. Im Jahre 2003 öffneten sich zum „Tag des Denkmals“ erstmals die Pforten für die breite Öffentlichkeit. Das ehemalige Backhaus im Gutspark (viele hielten dieses Kleinod für eine Kapelle) aus dem Jahre 1886 wurde aufwendig restauriert und dient heute auch als Außenstelle des Standesamtes der Gemeinde Edemissen und kann für Trauungen angemietet werden. Als kultureller Höhepunkt kann die Aufführung der Oper „Nabucco“ von Verdi im Juli 2007 gewertet werden – mehr als 2000 Besucher erlebten dieses einmalige Großereignis.

## Wirtschaft und Infrastruktur
- Das Gut wird heute noch landwirtschaftlich bewirtschaftet und seit der Übernahme durch Familie Edeler wurde das Anwesen auch optisch aufgewertet.
- Seit 1976 wird in Ankensen ein Reiterhof betrieben, der nicht zum Gut gehört.

### Bildung
Neben Kindergärten sind heute in Edemissen Grundschule (in drei Ortsteilen auch verlässliche Grundschule), Hauptschule und Realschule. In Peine sind weiterführende Schulen wie Gymnasium und Berufsbildende Schule eingerichtet.

### Verkehr
Es gibt eine Busverbindung nach Edemissen und Peine. Die Autobahnanschlüsse Peine, Watenbüttel-Braunschweig und Hämelerwald-Lehrte sind für Berufspendler eine Anbindung an Braunschweig, Wolfsburg, Salzgitter und Hannover. Die Bahnhöfe Peine, Dedenhausen und Hämelerwald sind auch für Bahnreisende erreichbar.
Bis 1958 führte auch eine Eisenbahnverbindung durch Ankensen. Die Strecke Plockhorst–Peine wurde 1922 eröffnet. Ankensen erhielt sogar einen Bahnhof – heute in Privatbesitz. Der Zug wurde im Volksmund „Alli“ genannt.